# 하판락
하판락(河判洛, 일본식 이름: 가와모토 한라쿠(河本判洛), 가와모토 마사오(河本正夫), 1912년 2월 15일 ~ 2003년 9월 11일)은 일제강점기의 고등계 친일파 경찰로, 본관은 진주(晉州)이며 원적지는 경상남도 진주군 명석면 관지리이다. 하판락은 1912년 명석면협의회원과 명석면학교비 평의원을 지낸 지역유지인 하한훈의 둘째 아들로 태어났다. 하판락의 형 하영락은 명석면 부면장을 지낸 면서기였고, 그의 동생 하충락은 일본유학생이었다.

## 생애

### 일제 시대
1912년 경상남도 진주의 지역 유지 가문에서 태어났다. 1930년 진주고등보통학교 재학 시절 만세 운동에 참석했다가 구금되었다.  졸업한 후 순사 시험에 합격하면서 1934년부터 일제 경찰로 일했다. 사천과 부산의 경찰서에서 근무했는데, 경남 지역의 독립 운동가를 색출하는 일을 맡았다. 1939년 경부보 시험에 합격하였다. 오늘날 '고문 경찰'의 대명사가 된 자가 '이근안'이라면 일제강점기 최고의 고문 경찰은 바로 '하판락'이었다. '고문하는 귀신'이라는 '고문귀'가 그의 별명이다.

하판락이 이같은 악명을 얻게 된 계기는 1930년대 말 신사 참배를 거부한 기독교인 수십명을 집단 고문하면서부터 였는데, 당시 치안 유지법 위반으로 체포된 진주 배돈병원장 김준기의 증언에 의하면 하판락은 자신 역시 조선인 출신이면서도 '조센징' 운운하며 심한 고문을 가했다고 한다. 이에 김준기 씨는 "같은 동족의 몸에 그렇게도 심한 고문을 할 수 있었던 그의 행동에 대해 나는 심한 분노와 슬픔을 느꼈다. 차라리 그것은 비극이었다" 고 회고했다. 또한, 1943년 이른바 '친우회 불온 전단사건'으로 검거된 여경수와 이광우 등 7~8명에 대해 하판락은 자백을 강요하면서 자신이 원하는 대로 진술하지 않는 독립운동가들의 혈관에 주사기를 삽입하고 혈관을 통해 주사기 하나 가득 피를 뽑아낸 하판락은 다시 그 피를 고문 피해자를 향해 뿌린 후, 다시 물었고 거부하면 또 주사기로 착혈한 후 고문 피해자의 몸이나 벽에 피를 뿌리는 행위를 반복하는 '착혈 고문' 외에도 온몸을 화롯불에 달궈진 쇠 젓가락으로 지지고, 전기 고문, 물 고문, 다리 고문 끝에 여경수, 이미경 등 3인이 순국하였고, 살아남은 이광우 등 은 고문으로 전원 신체 불구자가 되었다. 독립운동가 이광우(2007년 작고)는 "고문을 당하는 것보다 더 끔찍한 일은 내가 고문당할 순서를 기다리는 것과 또 하나는 다른 이가 고문 당하는 것을 지켜보는 것"이라고 했다.

### 광복 이후
해방후에도 하판락은 미 군정의 '일제 관리 재등용 정책'에 따라 여전히 미군정 경남도 제7경찰청 회계실 주임으로 있으면서, 그는 일본인들이 남기고간  재산 처리에 관여하며 더 많은 부를 축적할 수 있게 되었다. 1946년 6월에는 경상남도 경찰청 수사과 차석으로 승진되었다. 
1949년 1월 하판락이 부산에서 반민족행위특별조사위원회에게 체포되었다. 하판락의 고문으로 사망한 독립투사 여경수의 어머니가 그를 반민특위에 고발했기 때문이었다. 1949년 당시 고원섭이 쓴 <반민자 죄상기>에 따르면 하판락을 체포한 반민특위가 그를 서울로 압송하려 하자 "당장 여기서 우리들이 처리하겠으니 맡겨 달라"며 부산시민들이 애원할 정도로 하판락에 대한 분노가 충천했다고 기록되어 있다. 서울로 압송되어 반민특위에 의해 강도높은 조사를 받았으나 하판락은 끝내 자신이 한 독립투사 살해 및 착혈 고문 사실 등을 끝끝내 부인했다. 그러다가 1949년 6월 6일 이승만 대통령과 신성모 내무부 장관의 사주를 받은 친일 경찰이 반민특위 사무실을 습격하는 사건 발생 후 반민특위가 사실상 무력화되면서 서울 마포형무소에 구금되었던 하판락은 서울에서 3회, 부산에서 1회 등 모두 4차 공판을 거쳐 최종 무혐의로 풀려났다. 당시 사건 담당 김철호 조사관은 전란 와중에 통영에서 의문의 죽음을 맞았다.

### 사업가 변신
석방 후 그는 고향인 명석면으로 돌아오지 못하고 부산에 거주하며 사업가로 변신했는데 재력을 바탕으로 제도정치권에 진입하고자 여러 차례 애를 썼다. 1956년 제2대 경남도의원 선거에 하판락은 고향인 명석면으로 돌아와 진양군 제1선거구에 입후보하여 출마했던 것이다. 하지만 그의 막강한 하씨 문중의 영향력과 선거운동에도 불구하고 친일파 하판락을 기억하고 있던 면민들과 유권자들은 그를 낙선시켰다. 하지만 그 후에도 꿈을 버리지 않고 있던 하판락은 부산시의원 선거에도 뜻을 두었으나 소원을 이루지 못했다. 결국 그는 방향을 완전히 바꿔 신용금고사업을 통해 부를 축적해 금융업자로 변신하는 한편, 기업체를 운영하는 사업가로 자리잡는데 성공했다. 이 돈으로 그는 고향에 돌아와 진주 명석면 청사를 신축하는데 기금을 희사하거나 크고 작은 고향 일에 기부금을 내는 등 고향을 빛낸 출향 인사로 변신했고, 부산에서는 어버이날에 부산시장의 표창을 받는 등 노인복지 공로자로 화려하게 신분 세탁을 한다.
하판락의 친일 행적이 세상에 다시 알려진 것은 독립투사 이광우의 증언이었다. 이광우가 하판락으로부터 고문당하고 투옥되었으며, 이때의 고문 후유증으로 평생을 불구자로 고통받고 있는 사실이 정부로부터 인정되어 독립유공자로 건국훈장 애족상을 받으면서 하판락의 죄상이 다시 드러난 것이다. 하판락의 친일죄상과 고문 사실이 하나 둘 재조명되면서 국민적인 공분과 비판여론이 비등하자 노령의 하판락은 2000년 1월 17일 <대한매일>(현재의 서울신문)과의 인터뷰를 통해 “일제 경찰 간부를 지낸 일을 부끄럽게 생각하며, 나로 인해 피해를 본 사람들에게 사과하고 용서를 빈다”며 마지못해 잘못을 시인하기도 했다.
2000년 12월 하판락의 고향인 현 진주시 명석면에서 발간된 <명석면사>에서는 그의 집안인 진주 하씨 문중의 반발로 하판락의 친일 죄상이 모조리 삭제되는 ‘분서갱유’를 당했다. 명석면사를 쓴 김경현은 하씨문중이 하씨 집성촌인 명석면 관지리 마을회관으로 김씨를 불러 ‘무슨 근거로 그렇게 썼냐. 근거를 대라. 하판락은 단지 경찰이었다. 고등계 형사가 아니다.′‘광주놈이라 경상도를 저렇게 쓴다’, ‘외지인 주제에 지역사정을 뭘 안다고 그렇게 막 쓰냐’고 비판했고 결국 하판락 부분은 삭제되었으나, 김경현은 자신의 마지막 양심을 편찬후기 형식으로 끼워넣었다.“명성면 출신자 중에 반민특위 관련자에 대해서는 면사편찬위의 결의로 삭제했다.” 진주 하씨 문중은 뒤늦게 ‘죽일 놈 살릴 놈’했지만 책은 인쇄가 끝난 뒤였다.
2002년 2월 민족정기를 세우는 국회의원모임에서 친일파 708인 명단을 발표했을 때 명단에 든 인물들 중 유일한 생존자였다. 2008년 민족문제연구소에서 친일인명사전에 수록하기 위해 정리한 친일인명사전 수록예정자 명단 경찰 부문, 2009년 친일반민족행위진상규명위원회가 발표한 친일반민족행위 705인 명단에도 포함되었다. 2003년 9월 11일 하판락은 향년 91세로 천수를 다 누리고 그 악명높았던 일생을 마감하였다.

## 참고자료
- 문화방송, 이제는 말할 수 있다 - 53년만의 증언, 친일경찰 노덕술[깨진 링크(과거 내용 찾기)] (2002년 3월 10일 방송)
- 고원섭 (편) (1949). 〈高等警察 金德基와 그 一行들〉. 《반민자죄상기》. 서울: 백엽문화사.